# Никитин, Валерий (борец)
Валерий Никитин (эст. Valeri Nikitin; род. 28 ноября 1969, Хаапсалу, Ляэнемаа) — эстонский борец греко-римского стиля, участник трёх Олимпийских игр.

## Карьера
В апреле 1992 года завоевал бронзовую медаль чемпионата Европы в Копенгагене. В июле 1992 года на Олимпиаде в Барселоне в первом раунде одолел Ким Сон Муна из Южной Кореи, затем уступил иранцу Абдолле Чаманголи и Исламу Дугучиеву из Объединённой команды, тем самым закончив выступления. В июле 1996 года в американской Атланте на Олимпийских играх в первом раунде уступил румыну Эндеру Мемету, в утешительном раунде сначала на туше одолел грузина Тариэли Мелалашвили и венгра Аттилу Репку, в 4 раунде одолел японца Ясуши Мияке, в 5 раунде проиграл россиянину Александру Третьякову, в схватке за 7 место проиграл кубинцу Любалу Коласа. В сентябре 2000 года в Сиднее на Олимпиаде на групповой стадии одолел француза Гани Ялуза и венгра Чабу Хирбика, в 1/4 финала одолел Ислама Дугучиева из Азербайджана, в полуфинале уступил кубинцу Филиберто Аскую, а в схватке за 3 место уступил россиянину Алексею Глушкову.

## Личная жизнь
Женат, супругу зовут Елена, есть сын 1998 года рождения. Владеет эстонским, русским, финским и шведскими языками.

## Спортивные результаты
- Чемпионат Европы по борьбе 1992 — ;
- Олимпийские игры 1992 — 11;
- Чемпионат Европы по борьбе 1995 — 9;
- Чемпионат мира по борьбе 1995 — 6;
- Чемпионат Европы по борьбе 1996 — 4;
- Олимпийские игры 1996 — 8;
- Чемпионат мира по борьбе среди военнослужащих 1997 — ;
- Чемпионат Европы по борьбе 1997 — 13;
- Чемпионат мира по борьбе 1997 — 7;
- Чемпионат мира по борьбе 1998 — 8;
- Чемпионат Европы по борьбе 1999 — 5;
- Всемирные военные игры 1999 — 6;
- Чемпионат Европы по борьбе 2000 — 6;
- Олимпийские игры 2000 — 4;
- Чемпионат Европы по борьбе 2002 — 8;
- Чемпионат мира по борьбе среди военнослужащих 2002 — ;
- Чемпионат мира по борьбе 2003 — 11;
- Чемпионат Европы по борьбе 2004 — 10;
- Чемпионат мира по борьбе 2006 — 24;